# 卸売

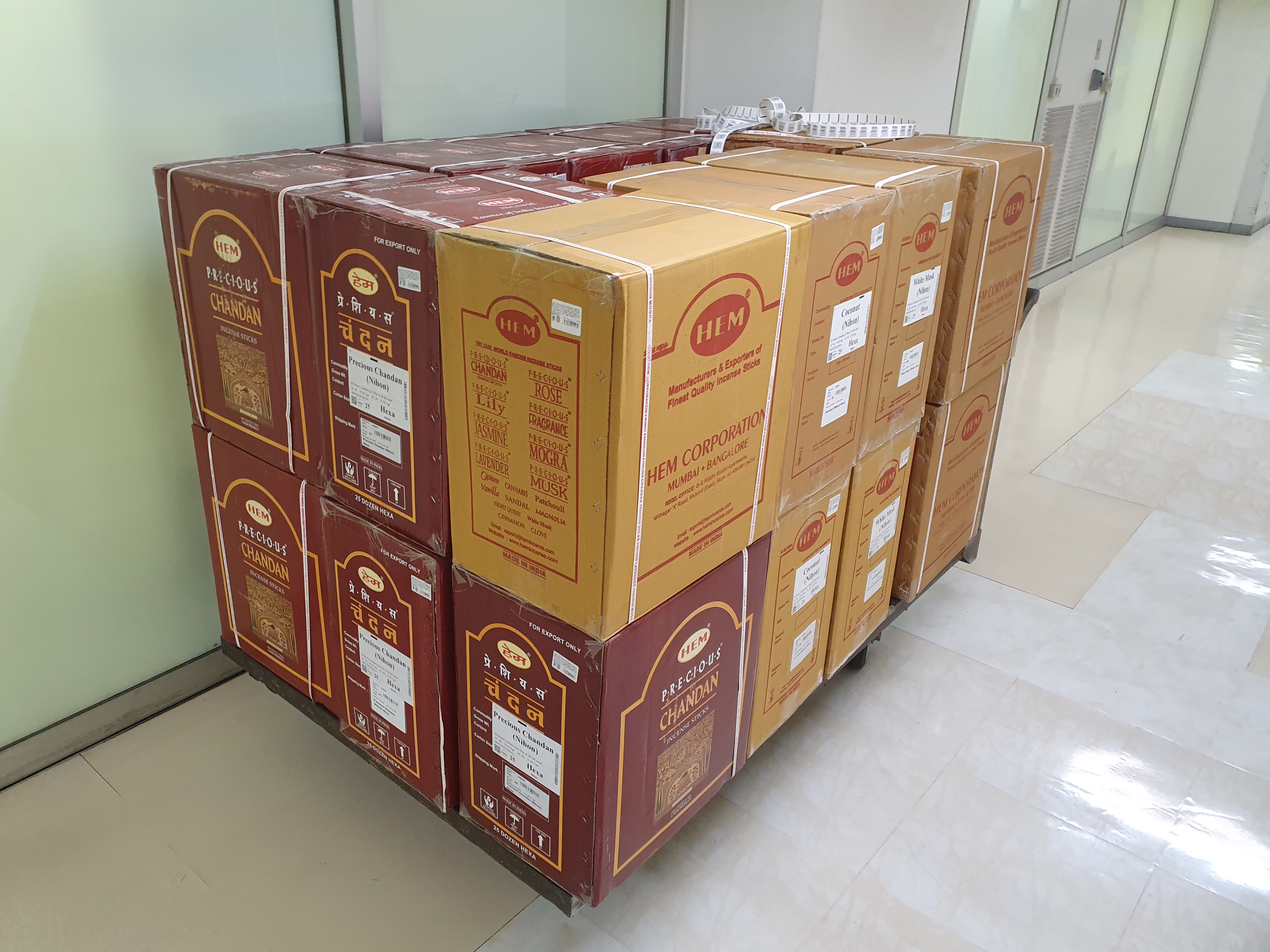
東京卸売センターで、インドからのお香

卸売（おろしうり）は、商品流通の過程で、製造・収穫（生鮮食品）と小売の中間に位置する経済（販売）活動を行う業種である。
単に卸（）や、生鮮食品以外の商品では問屋（）とも言われ、伝統的に、扱う商品の種類毎に組織されてきた（例：薬問屋、米問屋）。

## 概要
卸売りは、製造業（メーカー）から商品を仕入れ、あるいは市場から食材を買い付け、小売業者に商品を販売する（卸す）業態であるが、製造業と小売業の間に位置することで、どのような商品が製造されているか、またこれから製造されるのかという情報と、どのような商品が売れているかという情報の双方を知り得る立場にあり、商品の製造から消費に至る流通過程で重要な位置を占める。しかし、商品流通の過程において、中間で利鞘（）を稼ぐ業態となるため、消費者にしてみれば商品価格を押し上げる要素ともなっている。
ただ、大量生産を前提としているメーカーとしては製造ロット単位や輸送パレット単位、市場でもケース単位など、一般の小売店（特に個人商店）やその顧客には余る単位で商品を売買することになるが、その中間バッファー（緩衝）として、卸売業は各々の小売店需要に即した小分けを行うことになる。またメーカーや市場は各々が所定地域に密集している場合もあれば、各々様々な地域に散在している場合もあり、それらは流通経路としての拠点を外部に持たないか、小売店など末端までに対応することが困難である。このため卸売業は流通拠点のひとつとして、それらメーカーや市場などと地域需要とを橋渡しする役目を担う。こういった立場上のこともあって、卸売業は一定の在庫を保有することで、流通が途切れることなく安定的に行われるための役割も担っている。
その一方で、小売業者の大規模化・全国化によって、卸を経由しないでメーカーから直接仕入れることが多くなり、卸売業のウエイトが相対的に低下しており、医薬品など一部の商品では卸業界の再編が行われている。
なおメーカーや産地が直接的に消費者とやり取りすることを「直販」と呼び、これは主に通信販売の形態を取るが、宅配便の発達や決済手段の多様化、あるいは遠因に情報化社会の発達で顧客管理や発送業務が自動化ないし省力化しやすいなどの変化もあり、卸売り業態にあっても大口個人消費家を中心に直接対応する業態も見出せる。学術団体については、1951年4月21日、日本商業学会が慶應義塾大学教授向井鹿松を初代会長として設立された。

## 主な商品ごとの集積地
- 海苔 - 大森海苔問屋街 - 海苔発祥の地である東京都大田区大森は約70の海苔問屋が営業。
- 衣料品・繊維品 - 横山町、馬喰町周辺。大阪本町（船場）周辺。
- 玩具・人形 - 浅草橋、蔵前、浅草周辺、大阪松屋町
- 皮革製品（靴、バッグなど） - 浅草周辺（花川戸）、はきはきタウン（大阪日本橋）
- 調理用具 - 合羽橋（西浅草）、大阪難波千日前
- 駄菓子 - 名古屋明道町、日暮里（再開発により消滅）
- 書籍・出版 -　神田神保町
- 宝飾品（ジュエリー） - 御徒町
- 魚介類 - 江東区豊洲市場
- 野菜・果物・花き - 大田区大田市場
- 和陶器　- 人形町
- 家庭金物  - 大阪・谷町 - 島之内
- 建築金物  - 大阪・立売堀